# Medalla Belisario Domínguez del Senado de la República
Die Medalla Belisario Domínguez del Senado de la República („Belisario Domínguez“-Medaille des Senats der Republik) ist die höchste Auszeichnung der mexikanischen Regierung, benannt nach dem Politiker und Arzt Belisario Domínguez Palencia. Die erste Medaille wurde am 7. Oktober 1953 symbolisch seiner Büste in der Senatskammer verliehen. Seitdem wird sie jährlich am 7. Oktober im Rahmen einer Zeremonie verliehen. Die Preisträger sind mexikanische Staatsbürger, die sich um die Nation und die Menschheit verdient gemacht haben.

## Liste der Medaillenträger
- 1954: Rosaura Zapata
- 1954: Erasmo Castellanos Quinto
- 1955: Esteban Baca Calderón
- 1956: Gerardo Murillo (Dr. Atl)
- 1957: Roque Estrada Reynoso
- 1958: Antonio Díaz Soto y Gama
- 1959: Heriberto Jara Corona
- 1960: Isidro Fabela
- 1961: José Inocente Lugo
- 1962: Aurelio Manrique Jr.
- 1963: María Hernández Zarco
- 1964: Adrián Aguirre Benavides
- 1965: Plácido Cruz Ríos
- 1966: Ramón F. Iturbe
- 1967: Francisco L. Urquizo
- 1968: Miguel Ángel Cevallos

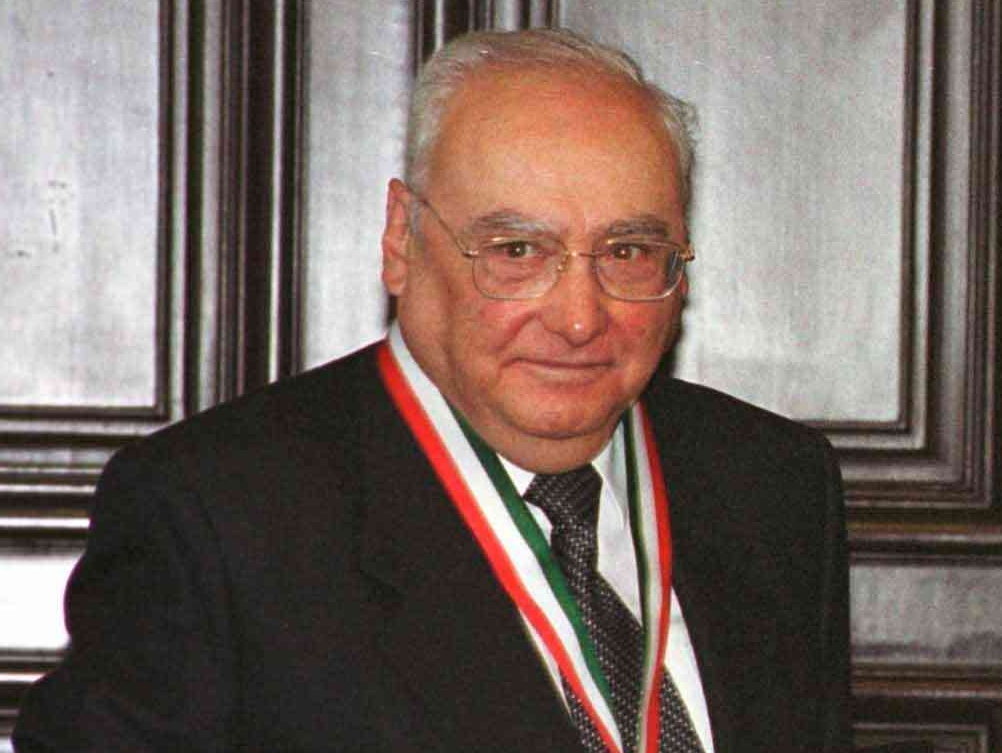
2002: Héctor Fix Zamudio mit der frisch verliehenen Belisario-Domínguez-Medaille

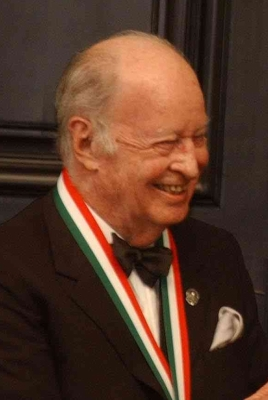
2004:Carlos Canseco González

- 1969: María Cámara Vales Vda. de Pino Suárez (posthum José María Pino Suárez)
- 1970: Rosendo Salazar
- 1971: Jaime Torres Bodet
- 1972: Ignacio Ramos Praslow
- 1973: Pablo Macías Valenzuela
- 1974: Rafael de la Colina
- 1975: Ignacio Chávez Sánchez
- 1976: Jesús Romero Flores
- 1977: Juan de Dios Bátiz Peredes
- 1978: Gustavo Baz
- 1979: Fidel Velázquez
- 1980: Luis Padilla Nervo
- 1981: Luis Álvarez Barret
- 1982: Raúl Madero González
- 1983: Jesús Silva Herzog
- 1984: Salomón González Blanco
- 1985: María Lavalle Urbina
- 1986: Salvador Zubirán Anchondo
- 1987: Eduardo García Maynez
- 1988: Rufino Tamayo
- 1989: Raúl Castellano Jiménez
- 1990: Andrés Serra Rojas
- 1991: Gonzalo Aguirre Beltrán
- 1992: Ramón G. Bonfil
- 1993: Andrés Henestrosa
- 1994: Jaime Sabines
- 1995: Miguel León-Portilla
- 1996: Griselda Álvarez und Alí Chumacero
- 1997: Heberto Castillo
- 1998: José Ángel Conchello
- 1999: Carlos Fuentes
- 2000: Leopoldo Zea
- 2001: José Ezequiel Iturriaga Sauco
- 2002: Héctor Fix Zamudio
- 2003: Luis González y González
- 2004: Carlos Canseco González
- 2005: Gilberto Borja Navarrete
- 2006: Jesús Kumate Rodríguez
- 2007: Carlos Castillo Peraza (posthum verliehen)
- 2008: Miguel Ángel Granados Chapa
- 2009: Antonio Ortiz Mena (posthum)
- 2010: Javier Barros Sierra (posthum) und Luis H. Álvarez
- 2011: Cuauhtémoc Cárdenas Solórzano
- 2012: Ernesto de la Peña (posthum)
- 2013: Manuel Gómez Morín (posthum)
- 2014: Eraclio Zepeda
- 2015: Alberto Baillères
- 2016: Gonzalo Rivas (posthum)
- 2017: Julia Carabias Lillo